# Divinity (серія)
Divinity — серія ігор від Larian Studios переважно в жанрі рольових ігор, до якої також входять кілька книг і настільна гра. Дія відбувається у вигаданому фентезійному всесвіті Рівелон, землі населеної сімома розумними расами, які індивідуально керують різними територіями. Кожна раса має свою культуру, релігію та політичні погляди.
Серія зародилася у 2002 році із виходом Divine Divinity розробленій Larian Studios під видавництвом CDV Software. Це була ізометрична рольова гра, при розробці якої розробники в значній мірі надихалися ігровими механіками таких серій як Ultima та Diablo. Подальші проєкти Larian тільки розширювали серію, зосереджуючись на подіях і постатях в різні періоди існування ігрового всесвіту. Студія ніколи не дотримувалась хронологічного порядку при розробці ігор серії.
Незважаючи на те що всі ігри серії отримували від преси переважно схвальні відгуки, франшиза з різних причин не мала ані фінансового успіху, ані широкої популярності у світової ігрової спільноти. Це змінилося у 2014 році під час розробки п'ятої гри серії Divinity: Original Sin, для якої Larian Studios відмовились від подальшої співпраці зі сторонніми видавцями і запустили краудфандингову кампанію на Kickstarter, яка мала шалений успіх. Це дало їм можливість більш тісно співпрацювати і вести діалог зі своєю аудиторією і забути про вимоги видавців та постійні обмеження для процесу розробки. Після свого випуску Original Sin стала грою, що продалася найшвидше за весь час існування Larian і подарувала серії широке світове визнання, яке після випуску наступної частини серії Divinity: Original Sin II у 2017 році тільки збільшилося.

## Ігри серії

### Divine Divinity(2002)
Під час розробки проєкт мав назву Divinity: The Sword of Lies. Гра була заснована на базі скасованого проєкту The Lady, the Mage and the Knight, і черпала натхнення у серії Diablo. За словами засновника студії Свена Вінке, видавець поспішив з розробкою і випустив гру «несподівано». У той час Вінке саме був у прес-турі, рекламуючи проєкт, і навіть не здогадувався, що гру, яка потребувала допрацювання і полірування, вже випустили. Гра отримала загалом позитивні відгуки та добре продавалася. Однак Larian не заробили жодних грошей з продажів через контракт з видавцем, оскільки гра не була достатньо комерційно успішною. Larian залишилась за крок від банкрутства після випуску цієї гри.

### Beyond Divinity(2004)
Вінке знову зібрав команду розробників, щоб створити продовження Divine Divinity, і головною метою цього разу було «заробити грошей». Фінансування було найбільшою проблемою під час розробки. Видавці не стояли в черзі за двовимірною рольовою грою, у якій випробувалось багато нових неперевірених часом ідей. Щоб вирішити цю проблему, Larian багато займалися самофінансуванням, поки проєкт не став достатньо надійним, щоб переконати принаймні кількох людей, що він має шанси на ринку. Розробка гри також була поспішною: квести переписувались, а функції видалялись, щоб гру можна було випустити вчасно.  Гра отримала змішані відгуки після випуску і вважається однією з найслабших ігор серії.

### Divinity II(2009)
У той час як перші дві частини серії використовували ізометричну перспективу, команда хотіла зробити крок вперед і створити «амбітну» рольову гру у 3D. Розробники придбали ліцензію у Bethesda Game Studios на їхній рушій Gamebryo. Divinity II була випущена в 2009 році, і видавці, які перебували під тиском банкрутства у час фінансової кризи, знову поспішили з випуском. Гра отримала змішані відгуки.

### Divinity: Dragon Commander(2013)
Одно- та багатокористувацька стратегічна рольова гра розроблена і випущена Larian Studios 6 серпня 2013 року для Windows. Dragon Commander — це спіноф який розширив битви драконів представлені у попередній грі серії Divinity II. Проєкт отримав змішані відгуки критиків та ігрової спільноти і став першою грою для студії Larian, у якій вони виступили у ролі видавця.

### Divinity: Original Sin(2014)
Студія хотіла створити покрокову стратегію для Xbox Live Arcade оскільки таких ігор на ринку було небагато. Однак, незважаючи на бажання розширити масштаб проєкту, багатьом співробітникам довелося перейти до команди, яка працювала над Dragon Commander. За словами члена студії, Original Sin був проєктом «зроби або помри» для Larian. Кампанія краудфандингу була запущена на Kickstarter 27 березня 2013 року, щоб команда мала додатковий бюджет для вдосконалення. Гру було профінансовано частково завдяки кампанії на Kickstarter, яка зібрала $944 282, що більше ніж удвічі перевищує поставлену розробником ціль у $400 000. Після свого випуску Divinity: Original Sin стала грою, що продалася найшвидше за весь час існування Larian.

### Divinity: Original Sin II(2017)
Після успіху Original Sin студія вирішила розширити свою команду приблизно до 130, щоб зробити продовження. Незважаючи на фінансову стабільність, Larian знову повернулися до краудфандингу, щоб зібрати думку спільноти та ще більше розширити масштаб гри. Зрештою, кампанія Kickstarter мала великий успіх, загалом було зібрано понад $2 млн. Гра була випущена в ранньому доступі в 2016 році, а повноціний випуск відбувся наступного року. Гра завоювала всесвітнє визнання.

## Супутня продукція

### Настільна рольова гра
Divinity: Original Sin the Board Game — це настільна рольова гра від Larian Studios у партнерстві з Lynnvander Studios. Проєкт було запущено на Kickstarter 20 листопада 2019 року, а вже через місяць краудфандингова компанія успішно завершилась, зібравши майже $2 млн і досягнувши всіх поставлених цілей. Оригінальний прототип було запущено у 2018 році і для його створення знадобилося більше року, перш ніж його представили на Kickstarter. Персонажі переважно взяті з Divinity: Original Sin II, з невеликою кількістю побічних, що повертаються з Divinity: Original Sin.

### Друкована продукція
- The Prophecy (укр. Пророцтво) — це перший роман в серії Divinity, події якого відбуваються до подій Divine Divinity. Спочатку за авторством Деймона Вілсона, потім переписана та відредагована Дарреном Евансом і Джилліан Пірс.
- Child of the Chaos (укр. Дитя хаосу) — другий роман у циклі Divinity за авторством Ріани Прачетт. Історія передує подіям Beyond Divinity.[15]
- Divinity: Original Sin II Godwoken — випущений у 2020 році графічний роман, що висвітлює передісторію персонажів Original Sin 2.[16] Написаний Еріком Гендріксом та Джорджією Болл з ілюстраціями Крістоса Мартініса[17] та Янніса Рубуса Румбуліаса[18], роман вийшов у двох версіях, стандартній у м'якій та колекційній у твердій обкладинках відповідно.